# Matěj Jendrišák
Matěj Jendrišák (* 3. dubna 1989, Havířov) je český florbalový útočník, bývalý kapitán reprezentace, jeden z nejlepších florbalistů světa, vicemistr světa, Česka i Švédska. V české nejvyšší soutěži hrál v letech 2005 až 2014. Od té doby hraje švédskou Superligu za tým IBK Linköping.

## Klubová kariéra
S florbalem začínal v 11 letech v klubu Slavia Havířov, který se později spojil s Torpedo Havířov. Tam získal mládežnické medaile a startoval v regionálních výběrech za Severní Moravu. Mládežnickým vrcholem byla zlatá medaile v kategoriích starších žáků (2005) a juniorů (2008). Do nejvyšší české florbalové soutěže nastoupil za Havířov v dorosteneckém věku. S ním také získal stříbrnou medaili v Poháru ČFbU v roce 2006 a následně stříbrnou medaili v lize v sezóně 2006/2007. Po dalším roce strávené v Havířově odešel kvůli studijním povinnostem do Prahy a s tím přišel i přestup do klubu Tatran Střešovice.

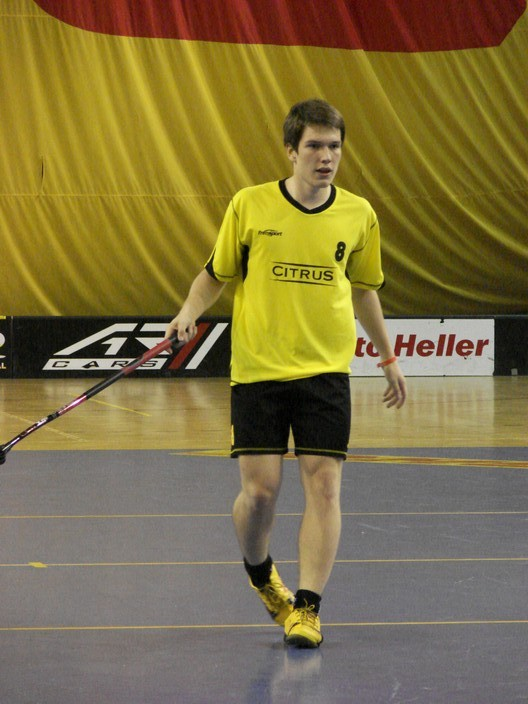
Mladý Matěj Jendrišák

V jediné sezóně 2008/2009, kterou strávil v Tatranu, získal také stříbro. Následně změnil v rámci Prahy působiště a přestoupil do klubu TJ JM Chodov. Na Chodově vydržel celkem pět ročníků. Ve všech, mimo sezóny 2013/2014, kdy ho předběhl Milan Tomašík, byl nejproduktivnějším hráčem ligy. V jeho nejúspěšnější sezóně 2011/2012 získal v základní části 73 kanadských bodů (40 gólů a 33 asistencí), čímž překonal čtyři roky starý rekord Petra Skácela. Nový rekord vydržel do ročníku 2016/2017, kdy ho o bod překonal Patrik Dóža. V sezóně 2012/2013 dovedl Jendrišák jako kapitán Chodov k první stříbrné medaili.
Po sezóně 2013/2014 přestoupil do švédského klubu Linköping IBK, ve kterém až do aktuální sezóny 2024/2025 hraje švédskou Superligu. V prvních dvou ročnících v Linköpingu, 2014/2015 a 2015/2016, získal vicemistrovský titul. V druhé z nich hrál v týmu společně s Milanem Tomašíkem. Od sezóny 2020/2021 je v Linkopingu kapitánem týmu, ve kterém se k němu připojil reprezentační spoluhráč Josef Rýpar.

### Sezóny
- 2005/2006 – Torpedo Pegres Havířov
- 2006/2007 – Torpedo Pegres Havířov → vicemistr české Extraligy, vicemistr Poháru
- 2007/2008 – Torpedo Pegres Havířov
- 2008/2009 – Tatran Střešovice → vicemistr české Extraligy, vítěz Poháru
- 2009/2010 – TJ JM Chodov → vítěz kanadského bodování základní části Extraligy
- 2010/2011 – TJ JM Chodov
- 2011/2012 – TJ JM Chodov → vicemistr Poháru
- 2012/2013 – TJ JM Chodov → vicemistr české Extraligy, vítěz Poháru
- 2013/2014 – TJ JM Chodov
- 2014/2015 – Linköping IBK (Švédsko) → vicemistr švédské Superligy
- 2015/2016 – Linköping IBK (Švédsko) → vicemistr švédské Superligy
- 2016/2017 – 2024/2025 – Linköping IBK (Švédsko)

## Reprezentační kariéra

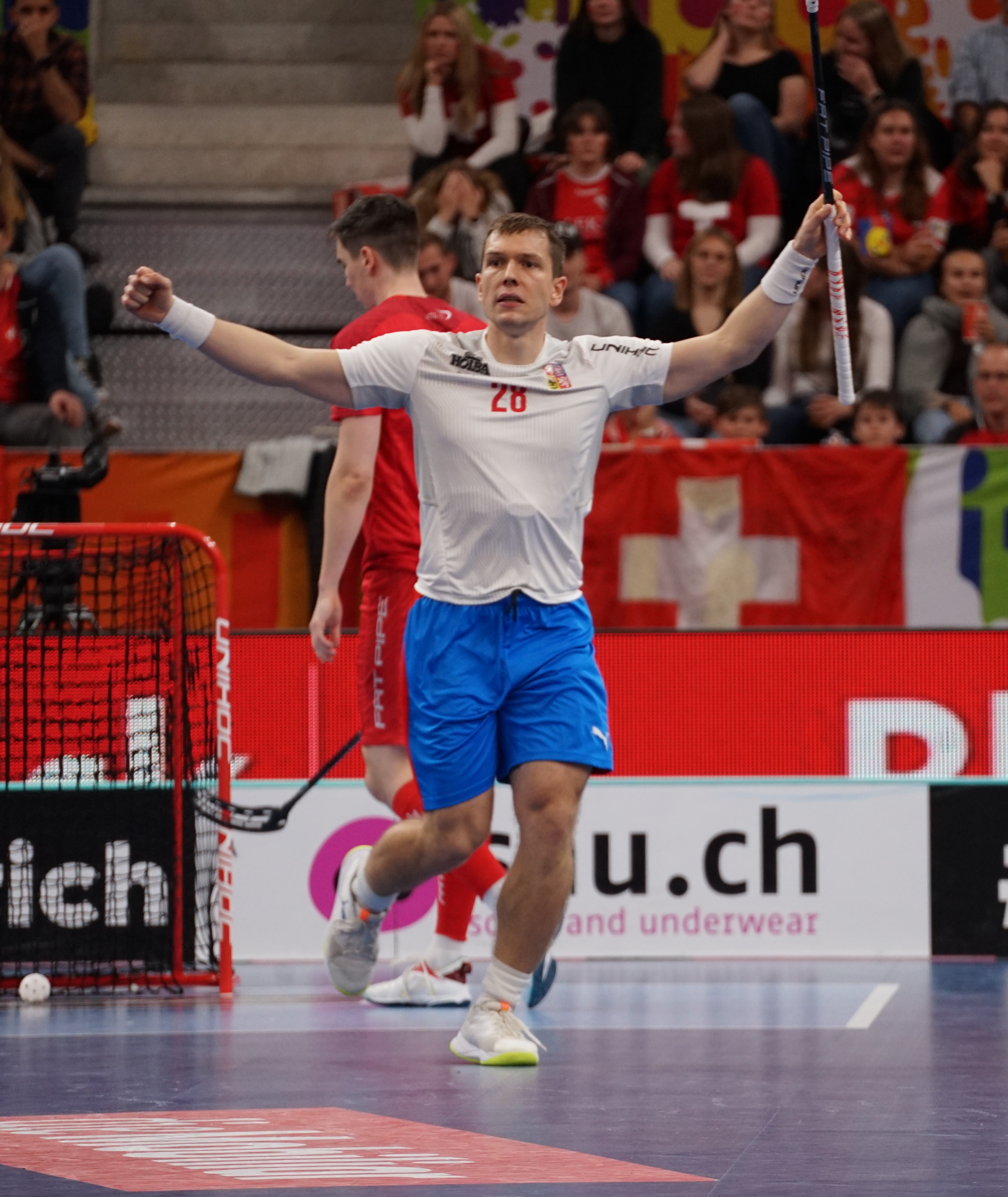
Matěj Jendrišák slaví gól v semifinále proti Švýcarsku na Mistrovství světa 2022

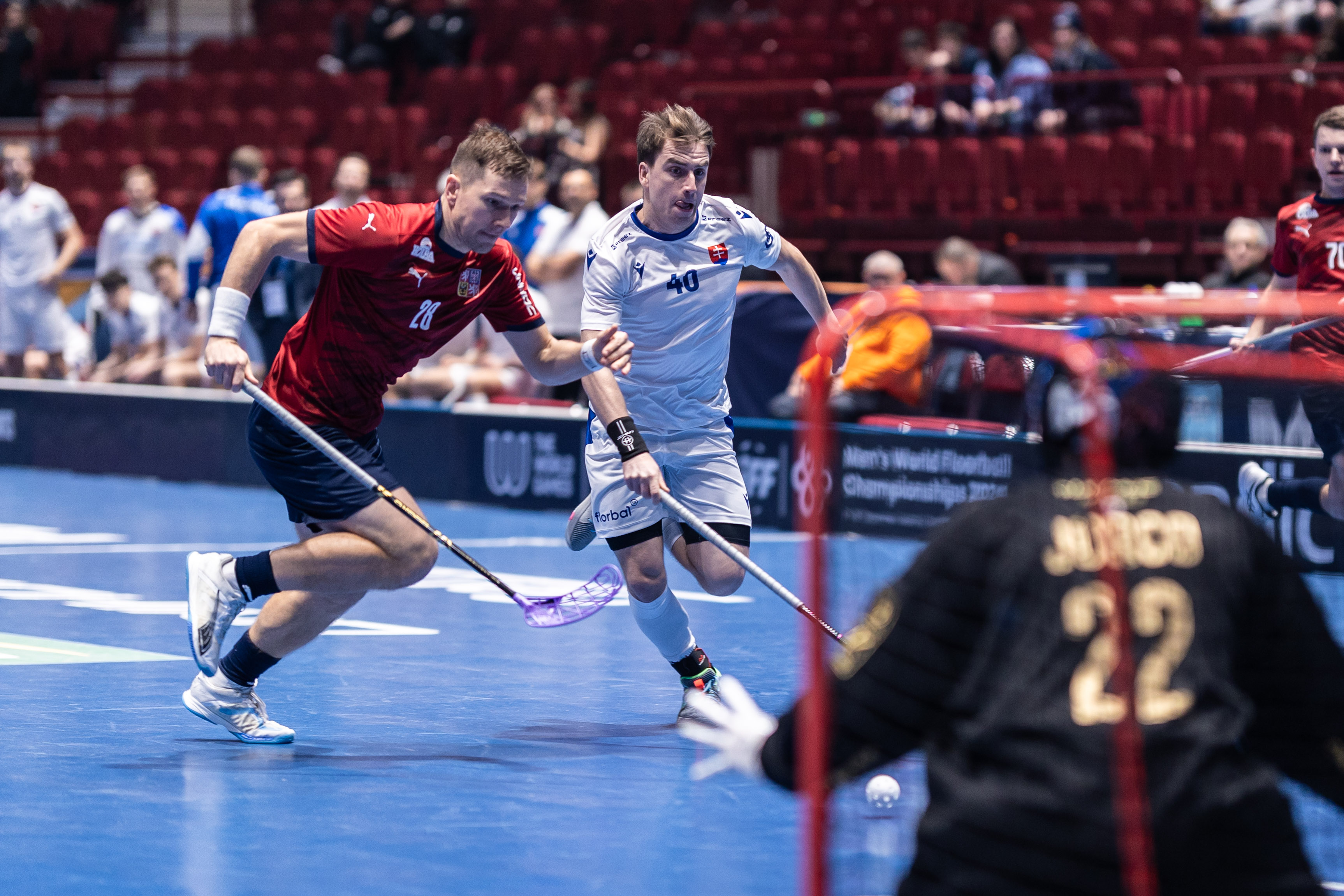
Matěj Jendrišák ve čtvrtfinále proti Slovensku na Mistrovství světa 2024

Jedrišák reprezentoval v juniorské kategorii na Mistrovství světa v roce 2007 na kterém Češi získali stříbrné medaile. Byl to v té době největší mezinárodní úspěch českých juniorů.
V mužské reprezentaci poprvé nastoupil v roce 2008. Hrál na sedmi mistrovstvích světa v letech 2010 až 2018, 2022 a 2024 a na Světových hrách v roce 2017. Společně s Radimem Cepkem tak má nejvyšší počet účastí z hráčů v poli. Na mistrovství v roce 2010 získal s reprezentací svou první bronzovou medaili.
Na Euro Floorball Tour (EFT) v dubnu 2014 přispěl gólem k prvnímu vítězství Česka nad Švédskem v historii, dalším gólem i k vítězství nad Švýcarskem a tím i k prvnímu zlatu na tomto turnaji. Na Mistrovství světa ve stejném roce v zápase o třetí místo vstřelil rozhodující gól, byl zařazen do All Star týmu a opět získal nejvíc kanadských bodů z českého výběru. Na dalším šampionátu v roce 2018 byl kapitánem. Mistrovství v roce 2020 (odloženém na rok 2021) se nezúčastnil pro nesouhlas s nominací Petriho Ketunnena na trenéra reprezentace.
Pod novým trenérem Jaroslavem Berkou se do národního týmu vrátil a zúčastnil se Mistrovství světa v roce 2022, kde Česko získalo po 18 letech druhou stříbrnou medaili. V zápase ve skupině přispěl dvěma asistencemi k první české remíze se Švédskem na mistrovství v historii.
V kvalifikaci na Mistrovství světa 2024 překonal po 14 letech rekord Radima Cepka v celkové produktivitě i počtu branek v národním týmu. Na EFT ve stejném roce překonal rekordních 133 zápasů v mužské reprezentaci Tomáše Sladkého. Na samotném mistrovství světa v zápase o bronz asistoval na branku, 142. zápasem překonal český rekord Elišky Krupnové, vítězstvím získal jako první Čech čtvrtou medaili a následně ukončil reprezentační kariéru.
| Umístění | Soutěž                                            |
| -------- | ------------------------------------------------- |
|          | Mistrovství světa ve florbale do 19 let 2007      |
|          | Mistrovství světa ve florbale 2010                |
| 7.       | Mistrovství světa ve florbale 2012                |
|          | Mistrovství světa ve florbale 2014                |
| 4.       | Mistrovství světa ve florbale 2016 (All Star tým) |
| 4.       | Florbal na Světových hrách 2017 (All Star tým)    |
| 4.       | Mistrovství světa ve florbale 2018 (kapitán)      |
|          | Mistrovství světa ve florbale 2022                |
|          | Mistrovství světa ve florbale 2024                |

## Ocenění
Jendrišák byl v Anketě Innebandymagazinet zařazen mezi deset nejlepších hráčů světa v letech 2015, 2016, 2017 a 2020, v celkovém počtu rekord mezi českými hráči. Nejlepší šesté příčky dosáhl za rok 2017.
V Česku vládl anketě Florbalista sezony mezi lety 2011 a 2019, jen v roce 2013 ho předčil Milan Tomašík.